# Pholcus kandahar
Pholcus kandahar là một loài nhện trong họ Pholcidae. Loài này được phát hiện ở Afghanistan.